# Felsritzungen von Släbro

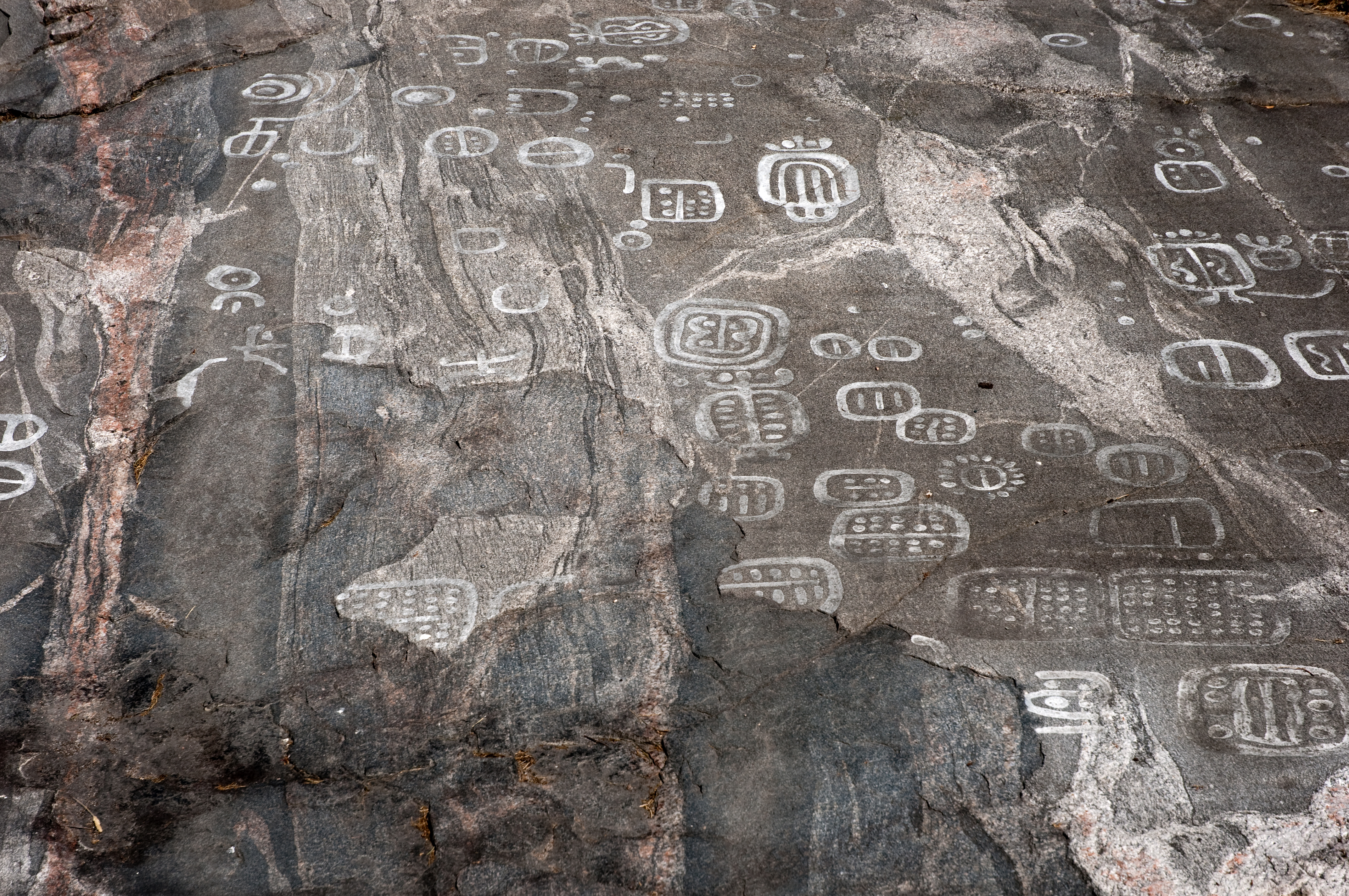
Felsritzungen von Släbro

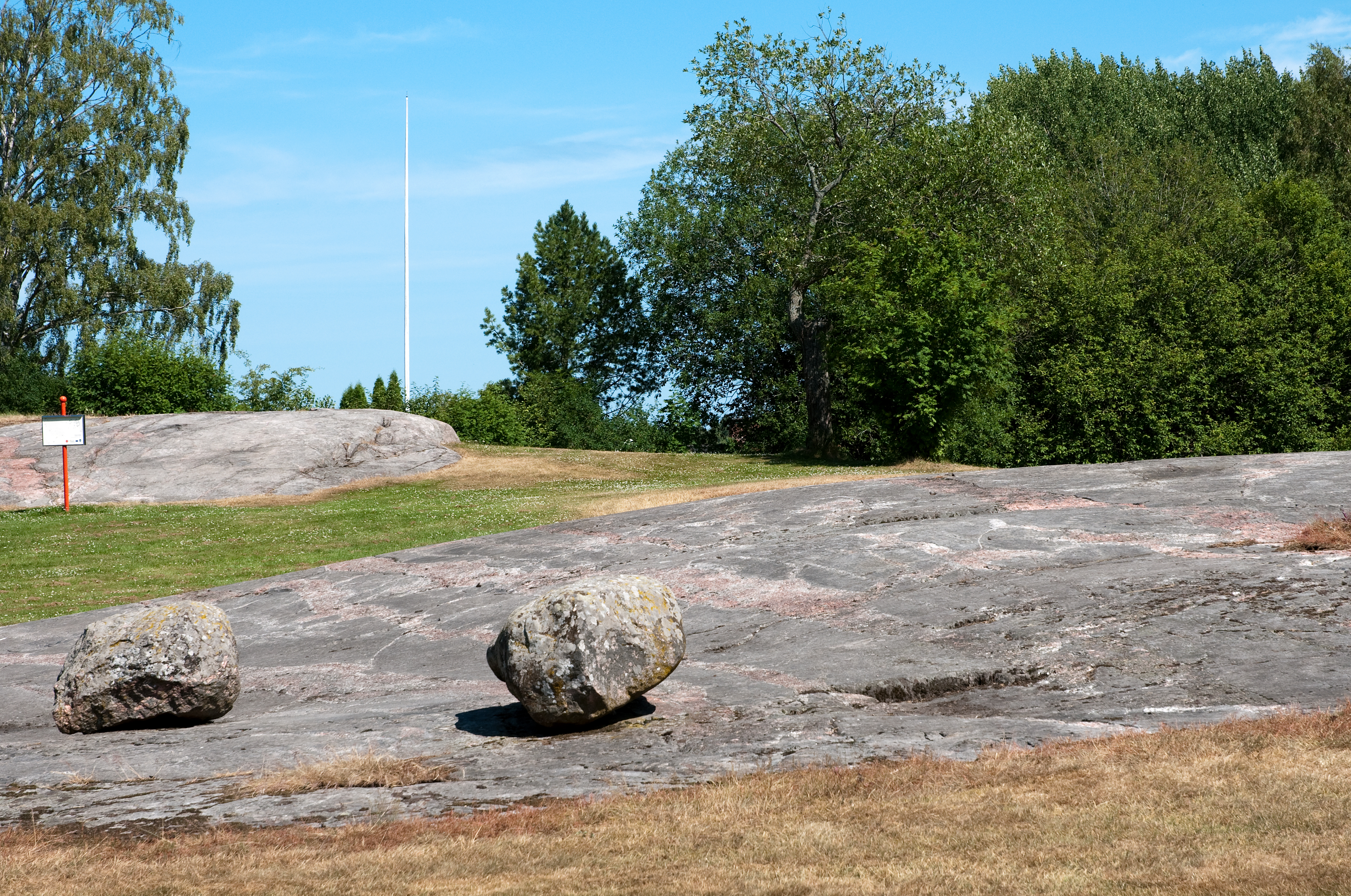
Felsritzungen von Släbro

Die Felsritzungen von Släbro sind bronzezeitlich und befinden sich nordwestlich von Nyköping in Södermanlands län in Schweden.

## Beschreibung
Die Felsritzungen liegen zwischen dem südlichen Ufer des Nyköpingsån und der Oppeby-Schule (Nyköping). Sie wurden 1984 von Sven-Gunnar Broström und Kenneth Ihrestam entdeckt. 
1985 wurde eine archäologische Untersuchung durchgeführt. Man fand Kohle- und Knochenreste, Tonscherben, Feuerstein- und Steinwerkzeuge aus der Bronzezeit. In dieser Zeit befanden sich die heutigen Aufschlüsse 1–6 über der Mündung des Nyköpingsån direkt am Meer. Wahrscheinlich gab es hier einen Kult- und Handelsplatz.
Es wurden 434 Figuren und 255 Schälchen (schwedisch älvkvarnar – Elfenmühlen) sowie zehn weitere Figuren gefunden. Insgesamt sind es etwa 700 Objekte. Die sogenannten Släbrofiguren sind ein einheitlicher Figurentyp, deren abstrakte Motive schwer zu interpretieren sind. Motive, die in Südschweden auf Felsritzungen zu finden sind, wie Menschen, Schiffsbilder, Sohlen und Tiere, fehlen bei den Släbro-Ritzungen. Eine Darstellungsform kann mit einer adorierenden, menschlichen Figur verglichen werden, deren runder Körper mit Linien und Punkten verziert ist.
300 Meter westlich stehen der Runenstein von Släbro und der Runenstein von Stora Släbro Sö 45. 

Felsritzungen von Släbro
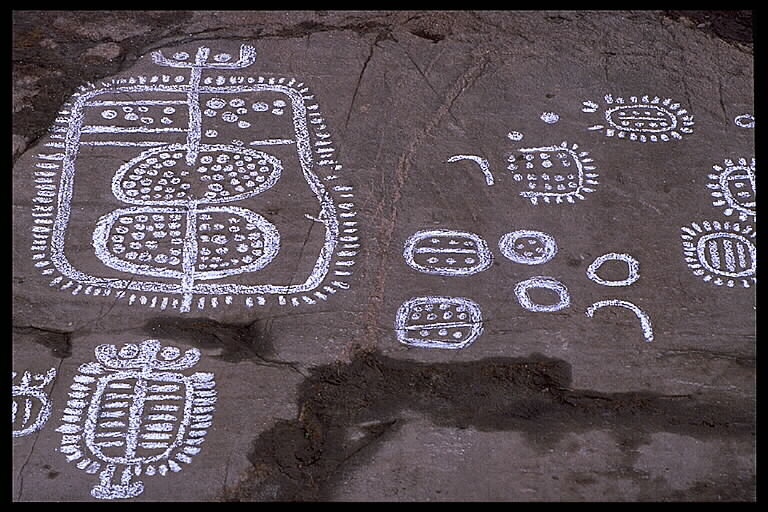
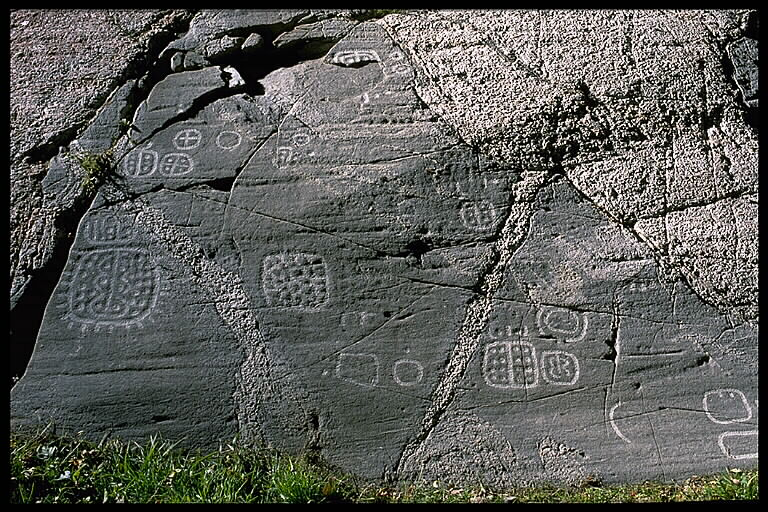
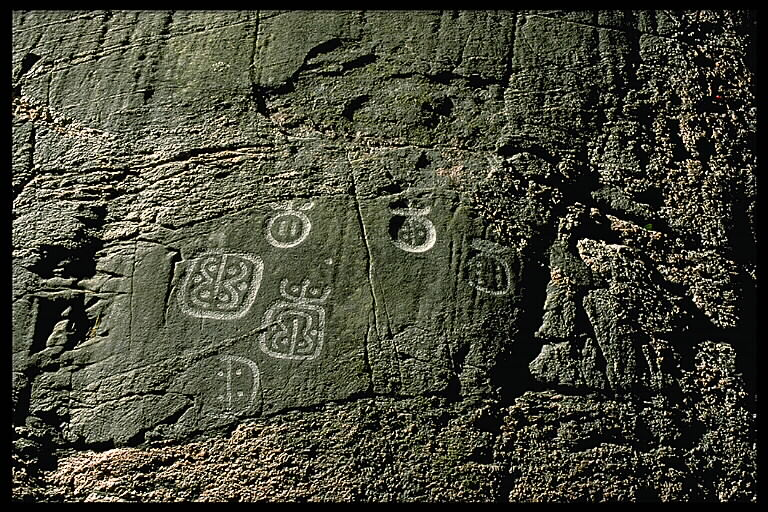
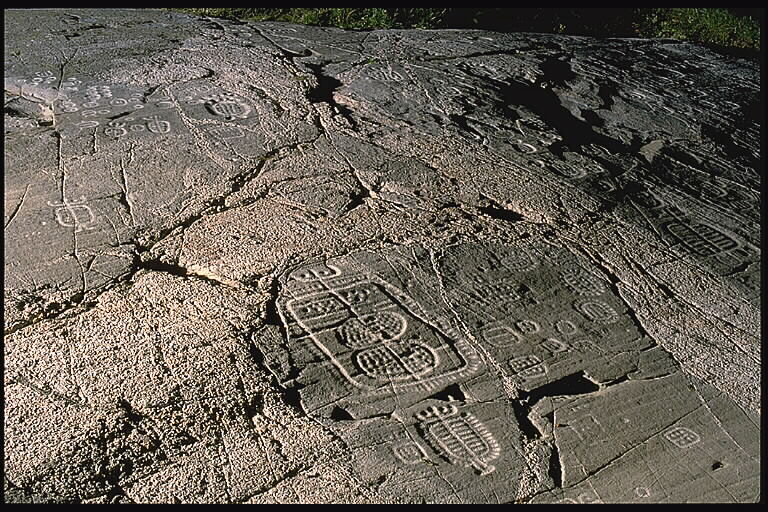